# Gênesis For New Generation
Gênesis For New Generation é o décimo álbum de estúdio do cantor de rock cristão Brother Simion, lançado em 2007 pelo selo independente BS Produções. O disco foi produzido por Fábio Badi e possui design gráfico de Ciça Wurfel, esposa do cantor. São dez regravações de antigos sucessos de Brother Simion desde o Katsbarnea contendo novos arranjos.
A sonoridade que Simion escolheu neste disco foi o new prog. Assim, as músicas ganharam texturas com muitas guitarras e elementos eletrônicos. Na obra, o cantor regravou em maioria músicas do álbum Armagedom (1995), disco que, segundo ele, é um dos seus preferidos. Músicas de trabalho gravadas sua carreira solo também estiveram presentes, como "Esperança", "Asas", "Sede" e "Contato".
| Críticas profissionais | Críticas profissionais |
| Avaliações da crítica  | Avaliações da crítica  |
| Fonte                  | Avaliação              |
| ---------------------- | ---------------------- |
| O Propagador           | [ 4 ]                  |
| Super Gospel           | (favorável)            |

## Faixas
Todas as músicas por Brother Simion e Estevam Hernandes, exceto onde anotado
1. "Extra" - 3:28
2. "Do Céu" - 3:29
3. "Asas" - 4:24
4. "Esperança" - 4:36
5. "Pra onde Você vai Brother?" - 4:11
6. "Invasão" - 3:20
7. "Gênesis" - 4:42
8. "Contato" - 5:37
9. "Sede" - 5:19 (Brother Simion)
10. "Revolução" - 3:48